# Intermodální přepravní systém

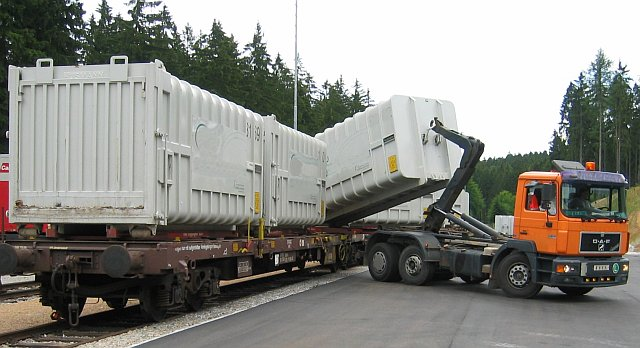
Kontejnery velmi usnadňují využití intermodální přepravy a jsou často využívány (další možností je např. systém Modalohr, kdy na speciálně zkonstruovaný vagón najede celý kamión bez použití jeřábů).

Intermodální přepravní systém je způsob dopravy využívající při přepravě nákladu více druhů dopravy. Podle definice na webu Ministerstva dopravy ČR pojem intermodální doprava znamená nákladní dopravu, při níž nákladní automobil, přívěs, návěs, snímatelná nástavba nebo kontejner použije silnice pro počáteční a/nebo koncový úsek cesty a jsou přepravovány, s tažným vozidlem nebo bez něho, ve zbývajícím úseku cesty po železnici, po vodní cestě nebo po moři. Je-li větší část přepravy prováděna po železnici či po vodě, nazývá se tento druh intermodální dopravy dopravou kombinovanou. Po silnici pak probíhá pouze počáteční svoz a závěrečný rozvoz.
V tomto systému se přepravují výhradně unifikované jednotky, které se po dobu přepravy nemění ani váhou, ani formou (kontejnery ISO, systém ACTS, CargoBeamer, Modalohr, aj.).
Od multimodálního přepravního systému se intermodální systém liší tím, že na každý druh dopravy (silniční, železniční, námořní…) je vystavován jiný přepravní doklad (nákladní list CMR, nákladní list CIM atd.).

## Multimodální osobní doprava
Termín intermodální doprava či multimodální doprava nebo multimodalita dopravy se používá také v osobní dopravě. Zde zpravidla znamená zřizování integrovaných dopravních systémů veřejné hromadné dopravy propojující různé formy dopravy (silniční, drážní, lodní, městskou, příměstskou a meziměstskou apod.) a zřizování integrovaných terminálů s optimalizovanou návazností na parkoviště individuální automobilové nebo cyklistické dopravy (P+R, B+R) nebo sdílenou dopravu (K+R), stanoviště taxislužby a pěší vazby v rámci přestupu i ve vztahu ke zdrojů a cílům cest (a též parkoviště P+G).